# Coppa d'Oro delle Dolomiti

La Lancia di Piero Taruffi durante l'edizione del 1953

La Coppa d'Oro delle Dolomiti è stata una corsa automobilistica di velocità pura, su strade aperte al traffico, che si disputò in Italia per dieci anni dal 1947 al 1956. Si svolse sempre sullo stesso percorso di km 303,800, in un'unica giornata, con partenza e arrivo a Cortina d'Ampezzo. Fu istituita dall'Automobil Club di Belluno che ne è tutt'oggi titolare; dal 1972, infatti, la competizione, definita rievocazione storica, è inserita nel calendario internazionale FIA come “Grande Evento CSAI” di regolarità classica.

## Il nome
La denominazione ufficiale della gara è variata negli anni. Alla nascita, nel 1947, è Coppa delle Dolomiti, per le tre edizioni 1948-1950 è Coppa Internazionale delle Dolomiti, mentre dal 1951 al 1956 è definitivamente Coppa d'Oro delle Dolomiti.

## Il trofeo e la sua assegnazione
Il trofeo per il vincitore è una riproduzione artistica del cippo chilometrico della SS 48 di Cortina d’Ampezzo, inserita in un blocco di roccia delle Dolomiti che riproduce un gruppo di cime di tali montagne.
Nel periodo storico della corsa, la Coppa d'Oro veniva definitivamente assegnata al pilota che otteneva il risultato migliore sommando i tempi conseguiti in tre anni consecutivi. Nel triennio 1950-1952 se l'aggiudicò Salvatore Ammendola, nel triennio successivo, 1953-1955, Giulio Cabianca.

## Le Categorie di partecipazione
Nelle edizioni storiche della corsa, le autovetture erano divise in categorie, all'interno delle quali un'ulteriore suddivisione in classi era determinata dalla cilindrata del motore espressa in cm3.
- 1947 – Turismo di serie Internazionale e Sport Internazionale
- 1948 – Turismo di serie Internazionale e Sport Internazionale
- 1949 – Turismo di serie Internazionale e Sport Internazionale
- 1950 – Turismo di serie Nazionale, Gran Turismo Internazionale e Sport Internazionale
- 1951 – Gran Turismo Internazionale e Sport Internazionale
- 1952 – Gran Turismo Internazionale e Sport Internazionale
- 1953 – Turismo, Gran Turismo e Sport Internazionale
- 1954 – Turismo di Serie Speciale, Gran Turismo di Serie e Sport Internazionale
- 1955 – Turismo di Serie, Gran Turismo di Serie e Sport Internazionale
- 1956 – Gran Turismo Internazionale e Sport Internazionale

## Percorso

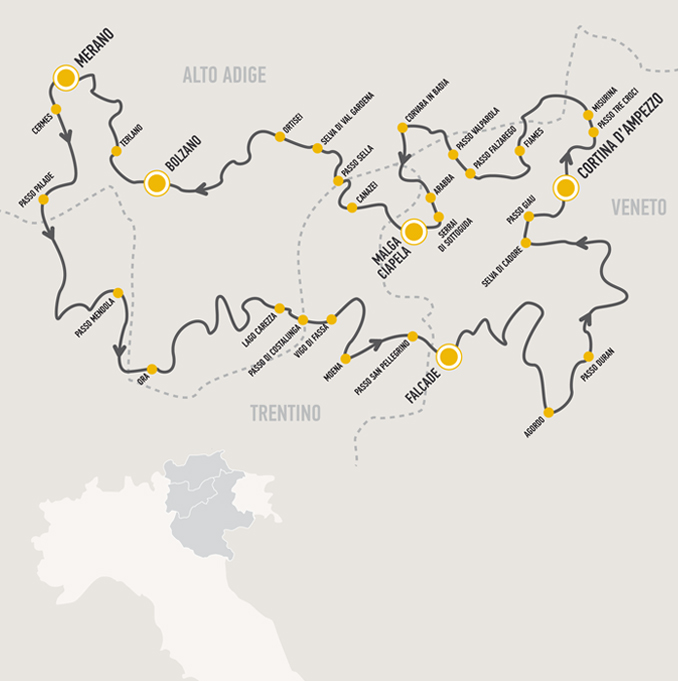
Percorso della rievocazione storica 2013 della Coppa d'Oro delle Dolomiti

Le principali località del percorso di km 303,800 (altitudine in m s/m)
Cortina d'Ampezzo (1210) – Pocol (1530) – Passo di Falzarego (2105) – Andraz (1392) – Pieve di Livinallongo (1465) – Arabba (1591) – Passo Pordoi (2239) – Bivio Passo Sella (1819) – Canazei (1467) – Vigo di Fassa (1342) – Moena (1184) – Predazzo (1114) – Passo Rolle (1970) – San Martino di Castrozza (1467) – Fiera di Primiero (713) – Fonzaso (329) – Feltre (325) – Belluno (389) – Longarone (472) – Pieve di Cadore (878) – Auronzo di Cadore (864) – Misurina (1756) – Carbonin (1437) – Passo Cimabanche (1529) – Cortina d'Ampezzo (1210)
Il dislivello totale del percorso è di m 4129, i chilometri di salita oltre 156.

## Albo d'oro
1947 - 20 luglio / I Coppa delle Dolomiti

1. Salvatore Ammendola - Alfa Romeo 6C 2500 SS - 3h58'18” alla media di km/h 76,492
2. Piero Dusio - Cisitalia 202 MM - 4h01'45”
3. Alberto Gidoni - Fiat Gidoni 1100 S - 4h03'06”

1948	- 11 luglio / II Coppa Internazionale delle Dolomiti
1. Giovanni Bracco - Maserati A6 GCS - 3h40'47” alla media di km/h 82,560
2. Gigi Villoresi - Maserati A6 GCS - 3h44'32”
3. Soave Besana - Ferrari 166 Inter - 3h45'57”

1949	- 17 luglio / III Coppa Internazionale delle Dolomiti
1. Roberto Vallone - Ferrari 166 Inter - 3h45'02” alla media di km/h 81,001
2. Franco Cornacchia - Ferrari 166 MM - 3h48'19”
3. Franco Rol - Alfa Romeo 6C 2500 Competizione - 3h48'20”

1950	- 16 luglio / IV Coppa Internazionale delle Dolomiti
1. Giannino Marzotto - Ferrari 195 S - 3h34'31” alla media di km/h 84,972
2. Giovanni Bracco - Maserati A6 GCS - 3h34'45”
3. Franco Cornacchia - Ferrari 195 S - 3h41'39”

1951	- 15 luglio / V Coppa d'Oro delle Dolomiti
1. Enrico Anselmi - Lancia Aurelia B20 - 3h45'07” alla media di km/h 80,971
2. Umberto Castiglioni - Lancia Aurelia B 20 - 3h47'30”
3. Giulio Cabianca - OSCA Mt 4 1100 - 3h47'37”

1952	- 13 luglio / VI Coppa d'Oro delle Dolomiti
1. Paolo Marzotto - Ferrari 225 S - 3h22'25” alla media di km/h 84,528
2. Giannino Marzotto - Ferrari 340 America - 3h25'57”
3. Giulio Cabianca - Osca Mt 4 1100 - 3h33'49”

1953	- 12 luglio / VII Coppa d'Oro delle Dolomiti
1. Paolo Marzotto - Ferrari 250 MM - 3h18'19” alla media di km/h 91,913
2. Piero Taruffi - Lancia D20 - 3h19'52”
3. Umberto Maglioli - Ferrari 735 S - 3h20'02”

1954	- 11 luglio / VIII Coppa d'Oro delle Dolomiti
1. Sergio Mantovani - Maserati A6 GCS - 3h19'36” alla media di km/h 91,319
2. Giulio Cabianca - Osca Mt 4 1500 - 3h20'23”
3. Gerino Gerini - Ferrari 250 Monza - 3h20'30”

1955	- 10 luglio / IX Coppa d'Oro delle Dolomiti
1. Olivier Gendebien - Mercedes-Benz 300 SL - 3h23'01” alla media di km/h 89,779
2. Eugenio Castellotti - Ferrari 500 Mondial - 3h23'22”
3. Giulio Cabianca - Osca Mt 4 1500 - 3h27'02”

1956	- 8 luglio / X Coppa d'Oro delle Dolomiti
1. Giulio Cabianca - Osca Mt 4 1500 - 3h01'31” alla media di km/h 100,417
2. Olivier Gendebien - Ferrari 290 MM - 3h05'18”
3. Umberto Maglioli - Osca Mt 4 1500 - 3h09'47”

## Edizioni 2013 – presente
L'organizzazione è una gara di regolarità classica, dal 2013, è stata affidata dall'Automobile Club di Belluno alla società Meet Comunicazione di Alessandro Casali.
2013 – 30/31 agosto:
1. Giuliano Canè | Lucia Galliani – Lancia Aprilia (1938)
2. Andrea Vesco | Andrea Guerini – Fiat 508 S Balilla Sport (1934)
3. Giordano Mozzi | Stefania Biacca – Triumph TR2 (1955)

2014 – 18/19 luglio:
1. Giordano Mozzi | Stefania Biacca – Triumph TR2 (1955)
2. Giuliano Canè | Lucia Galliani – Lancia Aprilia (1938)
3. Domenico Battagliola | Giacomo Salvalaggio – Austin-Healey 100 BN1 (1955)

2015 – 24/25 luglio:
1. Andrea Vesco | Andrea Guerini – Fiat 508 S Balilla Sport (1934)
2. Giordano Mozzi | Stefania Biacca – Triumph TR2 (1955)
3. Paolo Gino Salvetti | Bruno Spozio – Alfa Romeo Giulietta Sprint (1960)

2016 – 22/24 luglio:
1. Giovanni Moceri | Daniele Bonetti - Alfa Romeo Giulietta (1955) (1955)
2. Luca Patron | Massimo Raimondi - MG Supercharger (1933)
3. Leonardo Fabbri | Vincenzo Bertieri - Volvo Amazon - (1961)

2017 - 20/23 luglio:
1. Andrea Belometti | Doriano Vavassori - Fiat 508 Balilla Spider (1932)
2. Gianmaria Aghem | Rossella Conti - BMW 328 Roadster (1938)
3. Alessandro Gamberini | Arturo Cavalli - Fiat 508 Balilla C (1937)

2018 - 19/22 luglio:
1. Andrea Belometti | Doriano Vavassori - Lancia Lambda Casaro (1929)
2. Francesco Di Pietra | Giuseppe Di Pietra - Fiat 508 Balilla C (1938)
3. Andrea Vesco | Andrea Guerini - Fiat 508 Balilla S (1934)

2019 - 18/21 luglio:
1. Giovanni Moceri | Valeri Dicembre - Fiat 508 Balilla C (1939)
2. Ezio Sala | Mara Massa - Lancia Aprilia (1937)
3. Antonino Margiotta | Valentina La Chiana - PV444 (1947)

2020 - 23/26 luglio:
1. Giovanni Moceri | Valeri Dicembre - Fiat 508 Balilla C (1939)
2. Antonino Margiotta | Valentina La Chiana - PV444 (1947)
3. Osvaldo Peli | Andrea Peli - Fiat 508 Balilla Coppa D'Oro (1934)

2021 - 15/18 luglio:
1. Mario Passanante | Dario Moretti - Fiat 508 Balilla C (1937)
2. Alessandro Gamberini | Guido Ceccardi - Fiat 514 Mille Miglia (1930)
3. Sergio Sisti | Anna Gualandi - Lancia Lambda (1929)